# Wikiversidade
Wikiversidade (oficialmente, em língua inglesa, Wikiversity) é um projeto da Wikimedia Foundation  independente. Após vários meses de ter estado como proposta, Jimmy Wales, durante a Wikimania de 2006, anunciou a aprovação de tal projeto em fase de desenvolvimento, que tem como meta ser um ambiente livre e aberto para educação em todos os níveis mediada pela web e estudos gerais em uma comunidade de pesquisa.
A fase inicial de testes teve início em agosto de 2006. Contudo o projeto Wikiversidade  está em funcionamento como parte integrante de 17 idiomas do Wikibooks.

## Histórico
Após os módulos da Wikiversity terem sido indicados para eliminação em agosto de 2005 da edição em inglês do Wikilivros, foi feita uma proposta formal para que o mesmo se tornasse um projeto independente. Apesar dos editores a terem aprovado em votação, o Board of Trustees afirmou, em sua reunião de 13 de novembro de 2005, existir a necessidade de reformulação do projeto (a proposta de Wikiversity não foi aprovada, mas poderá ser aprovada se certos pontos forem modificados e a comunidade demonstre interesse de participar de tal projeto).
Depois, foi preparada uma nova proposta por uma subcomissão criada pela Fundação Wikimedia para definir as finalidades da proposta. Com essa segunda proposta, Jimmy Wales anunciou na abertura da Wikimania de 2006 que o conselho de administação da Fundação Wikimedia aprovou o projeto.
A Wikiversidade Lusófona foi aprovada como projeto independente em 2008.

## Edições da Wikiversidade
Existem dois tipos de Wikiversidade:
1. As independentes, nas quais são atualmente 10. Elas são independentes do Wikilivros porque ganharam uma autorização do Media para funcionarem assim. Elas são:
| №  | Língua              | Língua (local) | Wiki | Bom  | Total | Edições | Admins | Usuários | Imagens | Atualização         |
| -- | ------------------- | -------------- | ---- | ---- | ----- | ------- | ------ | -------- | ------- | ------------------- |
| 1  | Inglês              | English        | en   | 9346 | 66049 | 365557  | 23     | 54962    | 6650    | 2008-11-14 13:00:04 |
| 2  | Francês             | Français       | fr   | 4763 | 14889 | 139825  | 10     | 3130     | 111     | 2008-11-14 13:00:05 |
| 3  | Alemão              | Deutsch        | de   | 2082 | 14529 | 131372  | 9      | 3720     | 891     | 2008-11-14 13:00:07 |
| 4  | Versão multilingual | Multilingual   | beta | 1162 | 4559  | 38971   | 13     | 2441     | 139     | 2008-11-14 13:00:07 |
| 5  | Espanhol            | Español        | es   | 757  | 3533  | 30470   | 9      | 5288     | 32      | 2008-11-14 13:00:05 |
| 6  | Italiano            | Italiano       | it   | 663  | 6335  | 38150   | 4      | 1713     | 129     | 2008-11-14 13:00:06 |
| 7  | Tcheco              | Česky          | cs   | 564  | 1641  | 7167    | 3      | 419      | 10      | 2008-11-14 13:00:09 |
| 8  | Português           | Português      | pt   | 392  | 2778  | 12825   | 2      | 676      | 8       | 2008-11-14 13:00:03 |
| 9  | Grego               | Ελληνικά       | el   | 263  | 1481  | 9769    | 3      | 409      | 93      | 2008-11-14 13:00:08 |
| 10 | Japonês             | 日本語         | ja   | 56   | 1033  | 3563    | 4      | 435      | 2       | 2008-11-14 13:00:02 |

2. As Wikiversidades ainda funcionando dentro do Wikilivros. Elas são em:
1. Esperanto
2. Holandês
3. Sérvio
4. Sueco
5. Turco